# ميتال (واجهة برمجة التطبيقات)
ميتال هي واجهة برمجية ذات مستوى منخفض لإنتاج بموارد أقل رسومات حاسوبية ثلاثية الأبعاد ولمعالجة العمليات بشكل منفصل عن التطبيق الأساسي، قامت بتطويرها شركة أبل وظهرت لأول مرة في آي أو إس 8. تجمع ميتال وظائف مماثلة لكلاً من «OpenGL» و «OpenCL» تحت واجهة برمجية واحدة حيث تهدف «أبل» إلى جلب أداء أفضل لأنظمتها «آي أو إس» و«ماك أوس» و «تي في أوس» بشكل يماثل الأداء على واجهات البرمجة في منصات أخرى مثل فولكان (صدر في منتصف فبراير 2016) ودايركت ثري دي 12.

## التبني والاعتماد
طبقاً لشركة أبل، فإنه في يونيو 2017، يوجد أكثر من 148,000 تطبيق يستخدم «ميتال» بكل مباشر، بينما يوجد 1.7 مليون تطبيق يستخدمه عبر «أُطر عمل» عالية المستوى.
ويتوقع أن معظم هذه التطبيقات هي ألعاب على آي أو إس. 